# Fuente de Cantos
Fuente de Cantos é um município da Espanha na comarca de Tentudía, província de Badajoz, comunidade autónoma da Estremadura, de área 251,8 km². Em 2021 tinha 4 684 habitantes (densidade: 18,6 hab./km²).

## Demografia
| Variação demográfica do município entre 1991 e 2004 [carece de fontes?] | Variação demográfica do município entre 1991 e 2004 [carece de fontes?] | Variação demográfica do município entre 1991 e 2004 [carece de fontes?] | Variação demográfica do município entre 1991 e 2004 [carece de fontes?] |
| ----------------------------------------------------------------------- | ----------------------------------------------------------------------- | ----------------------------------------------------------------------- | ----------------------------------------------------------------------- |
| 1991                                                                    | 1996                                                                    | 2001                                                                    | 2004                                                                    |
| 5075                                                                    | 5075                                                                    | 5057                                                                    | 4982                                                                    |